# Eugen Ghica-Comănești
Eugen Ghica-Comănești (n. 25 ianuarie 1840, Iași, Moldova – d. 20 decembrie 1914, Asău, Bacău, România) a fost un explorator, om politic român, căpitan (de partea Unioniștilor) în armata Statelor Unite ale Americii.

## Biografie
Fiul boierului, doctor în drept, Aga Niculae Ghica-Comăneștenul (1798-1853) și al Ecaterinei, născută Plagino, cu ascendenți într-o familie care, începând cu secolul al XVII-lea, a dat Principatelor Române zece domnitori. Tatăl său lasă moștenire o importantă avere, 81.707 de hectare, ce va fi impărțită în zece moșii, fiecare dintre cei cinci frați (Dimitrie, Maria, Eugen, Nicolae și Gheorghe) primind câte doua domenii.
Frate geamăn cu Dimitrie Ghica-Comănești, se căsătorește cu Jeanne-Catherine Keșco, devenind astfel cumnat cu Milan Obrenovici, regele Serbiei, a cărui mamă era o Sturdza. Participarea lui la războiul din 1861—1865 a fost menționată în presa română din vremea sa (Buciumul). În 1866 Matei Sturza, prefectul județului Botoșani, s-a referit la participarea lui E.G.C. în Războiul Civil American „ca un bărbat care, în timpul războiului din America, și-a arătat valoarea sub comanda lui Lincoln, noul Washington!"

## Activitatea din Războiul Civil American
În 1861, ca urmare a apelului lui Abraham Lincoln, s-a înrolat ca voluntar în Regimentul 5 al statului New York, comandat de colonelul Iarlovsky. Rănit pe câmpul de luptă, a fost decorat și înaintat la gradul de căpitan. La 30 iulie 1862 a trimis dintr-un spital militar din New York o scrisoare de condoleanțe la moartea lui Nicolae Dunca, un alt voluntar român în războiul de secesiune. Această scrisoare, adresată doamnei Constanța Dunca-Schianu, va fi publicată la 16 ianuarie 1863 în ziarul Buciumul, scos la București de Cezar Bolliac. 
La 30 aprilie 1863, la Baton Rouge, Louisiana, era căpitan în Regimentul 5 de voluntari, aflat sub comanda colonelului Ladislas Zulawsky, și a luat parte la campania generalului maior Nathaniel Banks. În mai a plecat pentru scurt timp la New Orleans, apoi la Key West în Golful Mexic. Prin ordinul din 6 iunie 1863, devenea comandant al companiei I, Regimentul 10 din Corps d'Afrique, format din recruți negri, cu tabăra stabilită în Port Hudson. Din motive familiale, la 24 decembrie 1863, și-a cerut demisia, care i s-a acceptat la 31 decembrie 1863. S-a întors în țară prin Berlin, unde, vreme de două săptămâni, a vizitat orașul, apoi a revenit la moșia de la Comănești. Aici a fost căutat de prieteni, care au rămas impresionați de povestirile de război ale amfitrionului. 

## Activitatea politică
Intrând în viața politică, a fost ales în 1869 membru al Parlamentului pentru județul Bacău, în 1875, vrând să se încadreze în rândurile armatei, s-a adresat consulului american la București, Benjamin Peixotto, pentru atestarea activității sale în Armata Americană. Demersurile consulului către forurile americane, în care îl și recomandă pe E.G.C. pentru meritele sale, au rămas fără rezultat. Din 1879 până la moarte va fi reprezentantul permanent al județului Bacău în Parlament, situându-se pe ferme poziții anti-dinastice, mai ales în 1871 în timpul tulburărilor provocate de afacerea Strussberg și de Războiul franco-prusac. 